# 19 august
ianuarie • februarie • martie  • aprilie  • mai  • iunie  • iulie  • august  • septembrie  • octombrie  • noiembrie  • decembrie
19 august este a 231-a zi a calendarului gregorian și a 232-a zi în anii bisecți. Mai sunt 134 de zile până la sfârșitul anului.

## Evenimente

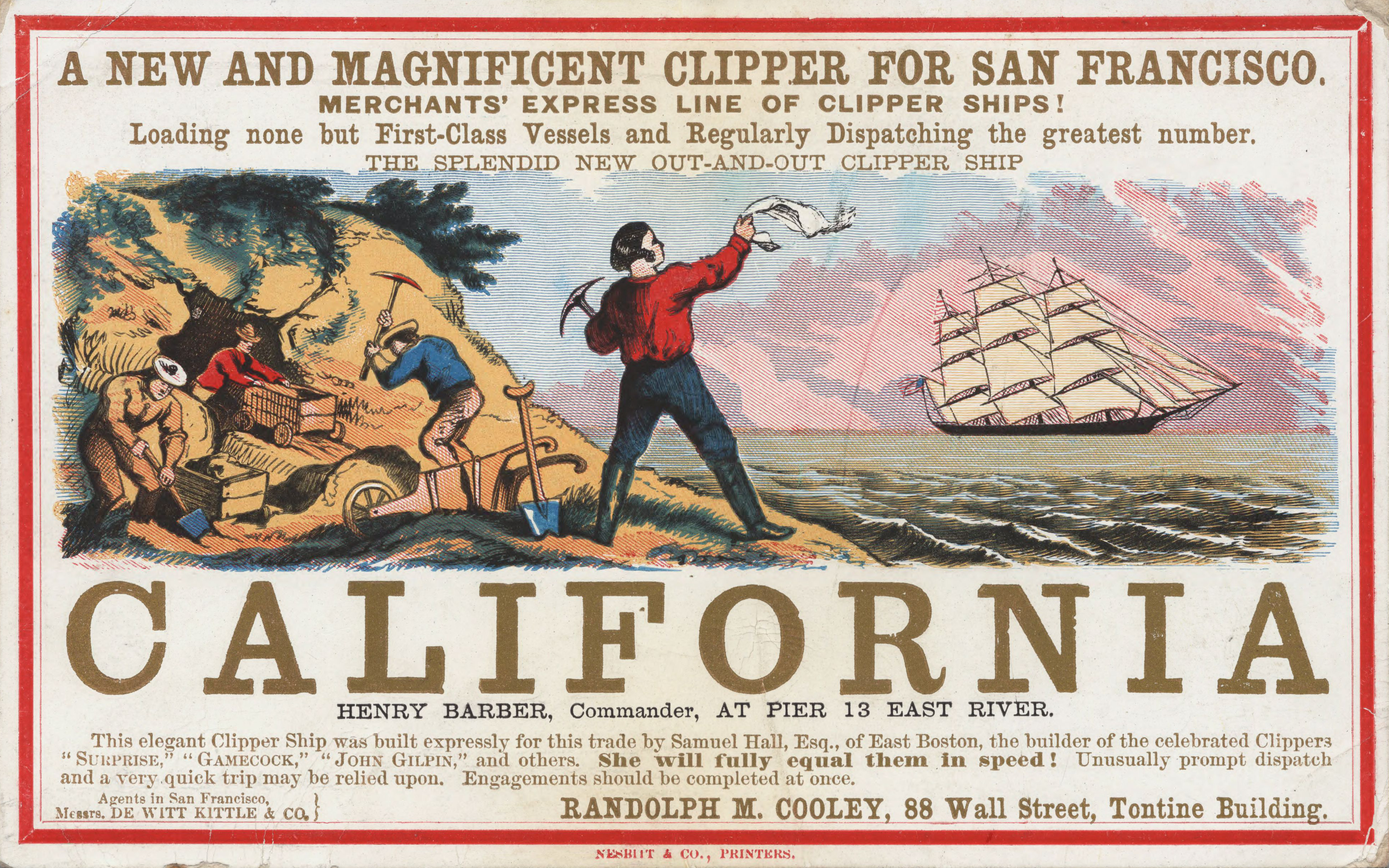
1848: Goana după aur din California: The New York Herald dă vestea pe Coasta de Est a Statelor Unite despre goana după aur din California (deși goana a început în ianuarie).

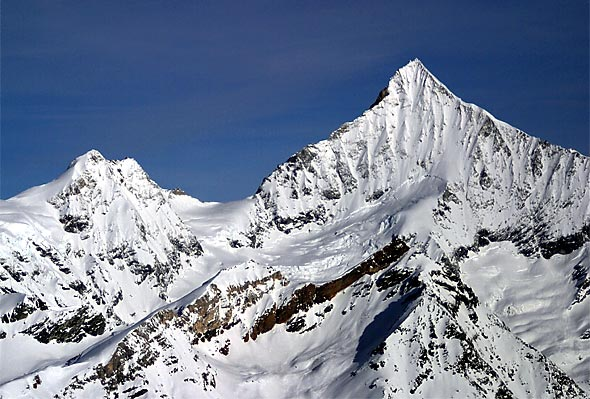
1861: Prima ascensiune a Weisshorn (4.505 metri) în Alpii Pennini (Walliser)

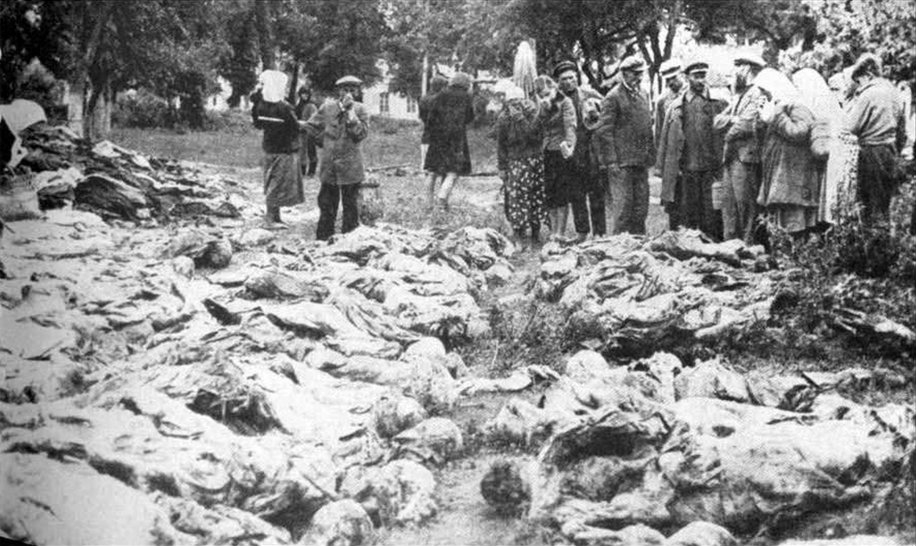
1936: Începe Marea Epurare din Uniunea Sovietică când este convocat primul proces de la Moscova.

- 295 î.Hr.: Primul templu dedicat lui Venus, zeița romană a iubirii, frumuseții și fertilității, este dedicat de Quintus Fabius Maximus Gurges în timpul celui de-al Treilea Război Samnit.[1]
- 43 î.Hr.: Gaius Julius Caesar Octavianus, cunoscut mai târziu ca Augustus, obligă Senatul Roman să îl aleagă consul.
- 1316: Regele Carol Robert de Anjou acordă Clujului statutul de oraș și-l scoate din posesiunea Episcopiei Catolice de Alba Iulia.
- 1458: Papa Pius al II-lea este ales al 211-lea Papă.[2]
- 1561: Maria, regină a Scoției, în vârstă de 18 ani, se întoarce în Scoția după ce a petrecut 13 ani în Franța.[3]
- 1691: Armata imperială învinge oastea otomană în Bătălia de la Slankamen, la punctul de vărsare a Tisei în Dunăre.
- 1772: Gustav al III-lea al Suediei organizează o lovitură de stat, în cadrul căreia preia puterea și promulgă o nouă constituție care împarte puterea între Riksdag și rege.[4]
- 1792: Prusia a invadat Franța revoluționară.
- 1839: Guvernul francez anunță că procesul fotografic al lui Louis Daguerre este un cadou „gratuit pentru lume”.
- 1848: Goana după aur din California: The New York Herald dă vestea pe Coasta de Est a Statelor Unite despre goana după aur din California (deși goana a început în ianuarie).
- 1854: Începe Primul Război Sioux, când soldații Armatei Statelor Unite îl ucid pe șeful lakota, Ursul Cuceritor, iar în schimb sunt masacrați.
- 1858: Convenția de la Paris: Pentru Principatele Române se prevedea un regim parlamentar și censitar și se desființau privilegiile marii boierimi.
- 1861: Fizicianul britanic John Tyndall, care cercetează, printre altele, mișcările ghețarilor, face prima ascensiune a Weisshorn (4.505 metri) în Alpii Pennini (Walliser), împreună cu doi ghizi montani.
- 1885: Astronomul amator irlandez Isaac Ward descoperă supernova numită S Andromedae în galaxia Andromeda.[5]
- 1917: În cadrul bătăliei de la Mărășești a avut loc atacul „cămășilor albe” din Regimentul 32 Infanterie „Mircea”.
- 1917: Paleontologul american Charles Walcott găsește o fosilă în șistul Burgess a speciei extincte de meduze Fasciculus vesanus, care a trăit pe Pământ acum aproximativ 510 milioane de ani în Cambrian.
- 1919: S-a semnat tratatul de la Rawalpindi, prin care Regatul Unit a recunoscut independența Afganistanului.
- 1927: Patriarhul Serghie al Moscovei proclamă declarația de loialitate a Bisericii Ortodoxe Ruse față de Uniunea Sovietică.
- 1934: Hitler primește 89,9% din voturile germanilor care sunt de acord cu noile sale puteri.
- 1936: Marea Epurare din Uniunea Sovietică începe când este convocat primul proces de la Moscova.
- 1941: Germania și România semnează Acordul de la Tiraspol, prin care regiunea Transnistria trece sub controlul României.[6]
- 1943: Semnarea acordului de la Quebec, dintre SUA și Marea Britanie, privind realizarea bombei nucleare.
- 1944: Eliberarea Parisului: Parisul, Franța, se ridică împotriva ocupației germane cu ajutorul trupelor aliate.
- 1954: Congresul american a votat legea Humphrey-Buler, privind controlul activității comuniste. Interzicerea Partidului Comunist American.
- 1960: URSS lansează Sputnik 5 cu cățeii Belka și Strelka, 40 de șoareci, 2 șobolani și o varietate de plante la bord. A doua zi, la întoarcerea pe Pământ toate animalele erau sănătoase.
- 1960: Războiul Rece: La Moscova, pilotul avionului american U-2 doborât, Francis Gary Powers, este condamnat la 10 ani de închisoare pentru spionaj.
- 1979: A fost inventat CD-ul - Revolutia s-a produs intr-o periferie a orasului Hanovra din Germania
- 1989: Președintele polonez Wojciech Jaruzelski nominalizează în funcția de prim-ministru pe Tadeusz Mazowiecki, activist al sindicatului Solidaritatea, primul premier ne-comunist în 42 de ani.
- 1989: La picnicul Pan-European de lângă Sopron, cu ajutorul maghiar, peste 600 de cetățeni est germani fug în Occident. Acesta era sfârșitul RDG-ului.
- 1990: Leonard Bernstein dirijează ultimul său concert, sfârșind cu Simfonia nr. 7 de Ludwig van Beethoven.
- 1991: Puciul de la Moscova: Puciștii preiau controlul Televiziunii și Radioului. Boris Elțîn, dă un decret prin care toate hotărârile Comitetul de stat pentru starea excepțională (C.S.S.E.) nu aveau valabilitate pe teritoriul R.S.F.S. Rusă.
- 2004: Lansarea la bursa a companiei multinationale Google.[7]
- 2005: China și Rusia au început primele exerciții militare comune în așa-numita „Misiune de Pace 2005”. Exercițiile au durat opt zile și au simulat invadarea unei țări imaginare, în zona Vladivostokului și a regiunii chineze Shandong.

## Nașteri
- 0232: Probus, împărat roman (d. 282)
- 1596: Elisabeta de Bohemia, regină a Boemiei (d. 1662)
- 1631: John Dryden, poet englez, critic literar și dramaturg (d. 1700)
- 1646: John Flamsteed, astronom englez, organizator al Observatorului Greenwich (d. 1719)
- 1743: Madame du Barry, metresa regelui Ludovic al XV-lea al Franței  (d. 1793)
- 1745: Johan Gottlieb Gahn, mineralog și chimist suedez, a descoperit manganul (d. 1818)
- 1780: Pierre-Jean de Béranger, poet francez (d. 1857)
- 1828: Ioan Rațiu, politician român (d. 1902)

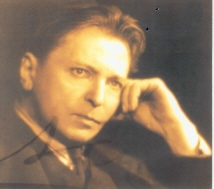
George Enescu, compozitor, violonist, pianist și dirijor român
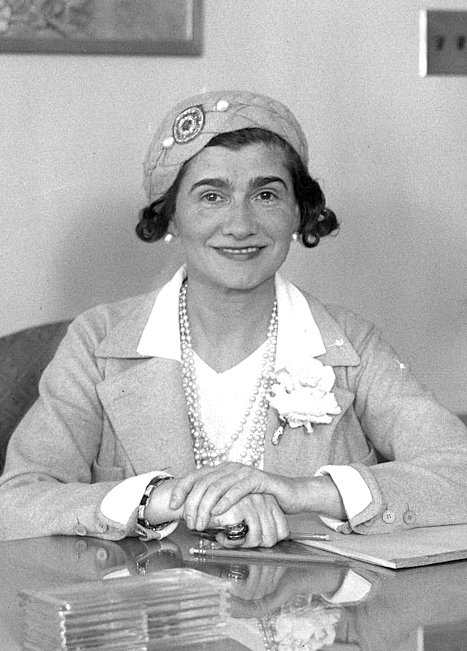
Coco Chanel, designer de modă francez
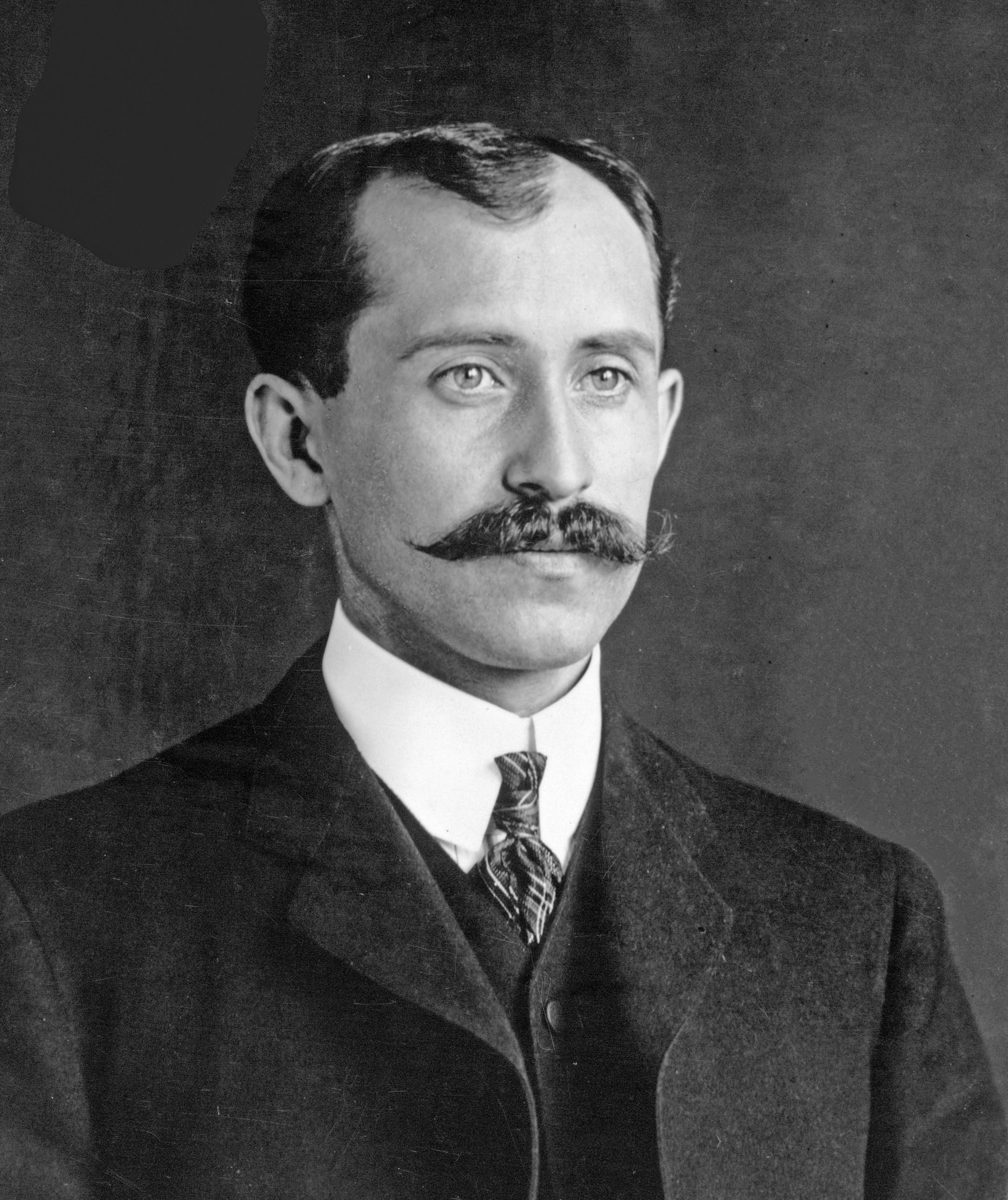
Orville Wright, constructor de avioane și pilot american

- 1830: Julius Lothar Meyer, chimist german (d. 1895)
- 1848: Gustave Caillebotte, pictor impresionist francez (d. 1894)
- 1871: Orville Wright, constructor de avioane și pilot american (d. 1948)
- 1881: George Enescu, compozitor, violonist, pedagog, pianist și dirijor român (d. 1955)
- 1883: Coco Chanel, designer de modă francez, fondatoarea Casei Chanel (d. 1971)
- 1890: Augusta Victoria de Hohenzollern-Sigmaringen, prințesă germană, soția regelui Manuel al II-lea al Portugaliei (d. 1966)
- 1901: Ștefan Nădășan, inginer român, membru al Academiei Române (d. 1967)
- 1909: Jerzy Andrzejewski, scriitor polonez (d. 1983)
- 1913: John Argyris, profesor grec (d. 2004)
- 1915: Margareta Giurgea, fizician român (d. 2011)
- 1916: Dennis Poore, pilot britanic (d. 1987)
- 1921: Gene Roddenberry, scenarist american (d. 1991)
- 1924: Willard Boyle, fizician canadian, laureat Nobel (d. 2011)
- 1929: Ion N. Petrovici, neurolog româno-german (d. 2021)
- 1933: Debra Paget, actriță americană
- 1935: Dumitru Radu Popescu, prozator și dramaturg român (d. 2023)
- 1937: Niall Andrews, politician irlandez (d. 2006)
- 1937: Stelian Dumistrăcel, filolog și publicist român (d. 2022)
- 1938: Diana Muldaur, actriță americană
- 1945: Ian Gillan, muzician rock britanic

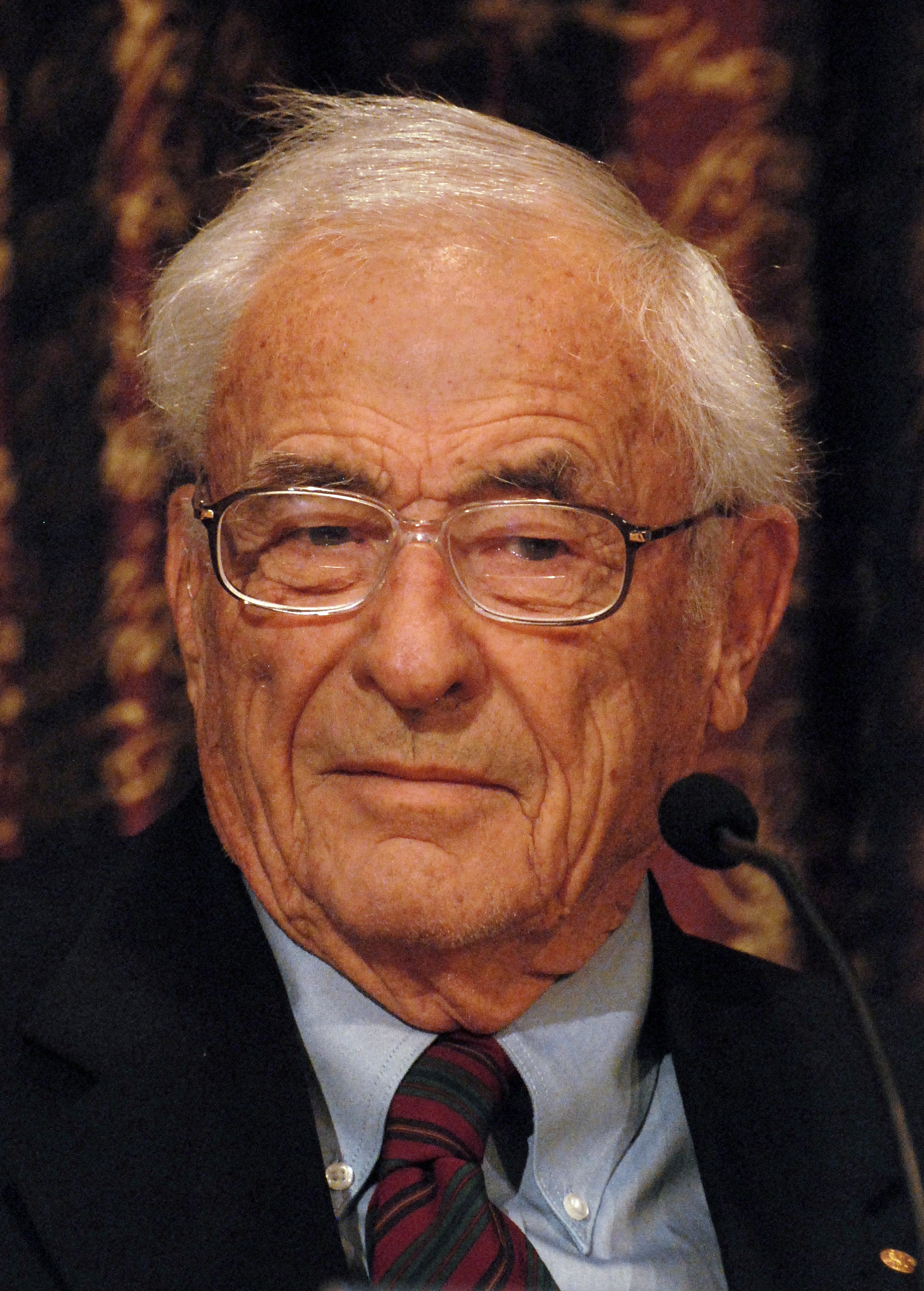
Willard Boyle, fizician canadian, laureat Nobel
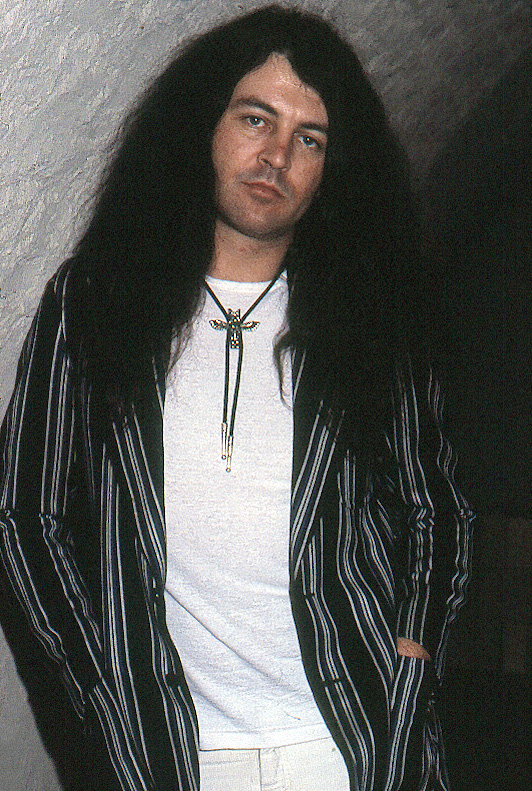
Ian Gillan, muzician rock britanic
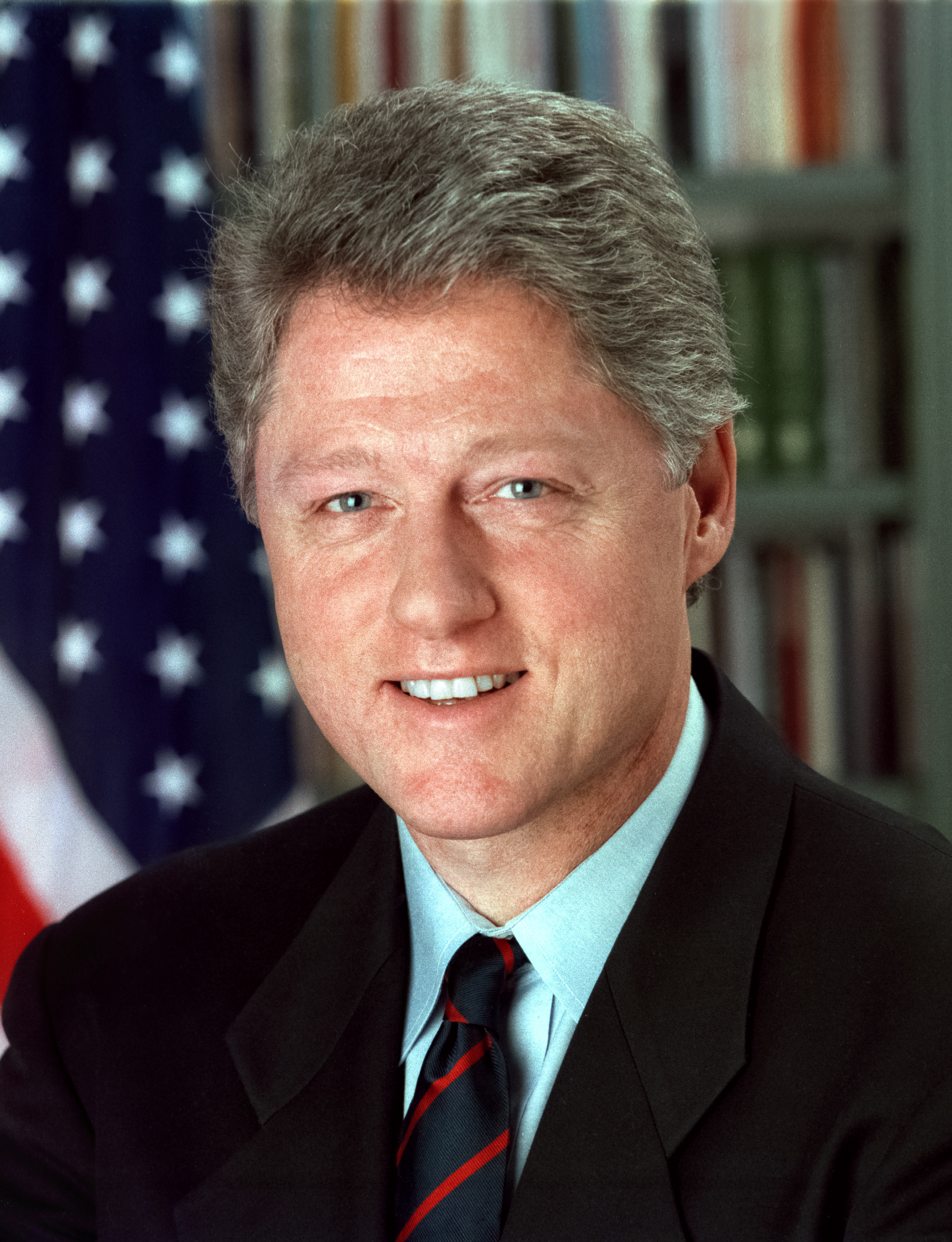
Bill Clinton, al 42-lea președinte al Statelor Unite ale Americii

- 1946: Ioan Adam, critic și istoric literar român
- 1946: Bill Clinton, al 42-lea președinte al Statelor Unite ale Americii
- 1948: Tommy Söderberg, antrenor de fotbal suedez
- 1951: John Deacon, muzician englez (Queen)
- 1952: Jonathan Frakes, actor american și regizor
- 1952: Gustavo Santaolalla, compozitor argentinian și textier
- 1954: Oscar Larrauri, pilot argentinian
- 1956: Titu Andreescu, matematician american de origine română
- 1957: Martin Donovan, actor american
- 1957: Cesare Prandelli, fost fotbalist italian, actual antrenor
- 1963: Joey Tempest, cântăreț suedez și textier
- 1965: Kevin Dillon, actor american
- 1967: Leontin Grozavu, fotbalist și antrenor român de fotbal
- 1969: Nate Dogg, rapper american
- 1969: Matthew Perry, actor american (d. 2023)
- 1970: Fat Joe, rapper american
- 1971: João Pinto, fotbalist portughez
- 1972: Roberto Abbondanzieri, fotbalist argentinian
- 1973: Mette-Marit, Prințesă a Norvegiei, soția prințului moștenitor al Norvegiei
- 1973: Marco Materazzi, fotbalist italian
- 1979: Gintautas Paluckas, politician lituanian, prim-ministru al Lituaniei (decembrie 2024 - 4 august 2025)
- 1986: Christina Perri, cântăreață americană
- 1987: Nico Hülkenberg, pilot german
- 1989: Sara Nuru, fotomodel german și manechin
- 1994: Fernando Gaviria, ciclist columbian

## Decese
- 0014: Augustus, împărat roman (n. 63 î.Hr.)
- 1493: Frederic al III-lea, Împărat Roman (n. 1415)
- 1580: Andrea Palladio, arhitect italian  (n. 1508)
- 1632: Valentin de Boulogne, pictor francez (n. 1591)
- 1662: Blaise Pascal, matematician, fizician și filosof francez (n. 1623)
- 1713: Atanasie Anghel, episcop transilvănean
- 1753: Balthasar Neumann, arhitect german  (n. 1687)
- 1765: Axel Fredrik Cronstedt, chimist suedez, descoperitorul nichelului (n. 1722)
- 1821: Marie-Denise Villers, pictoriță franceză (n. 1774)
- 1822: Jean-Baptiste Joseph Delambre, astronom și matematician francez (n. 1749)

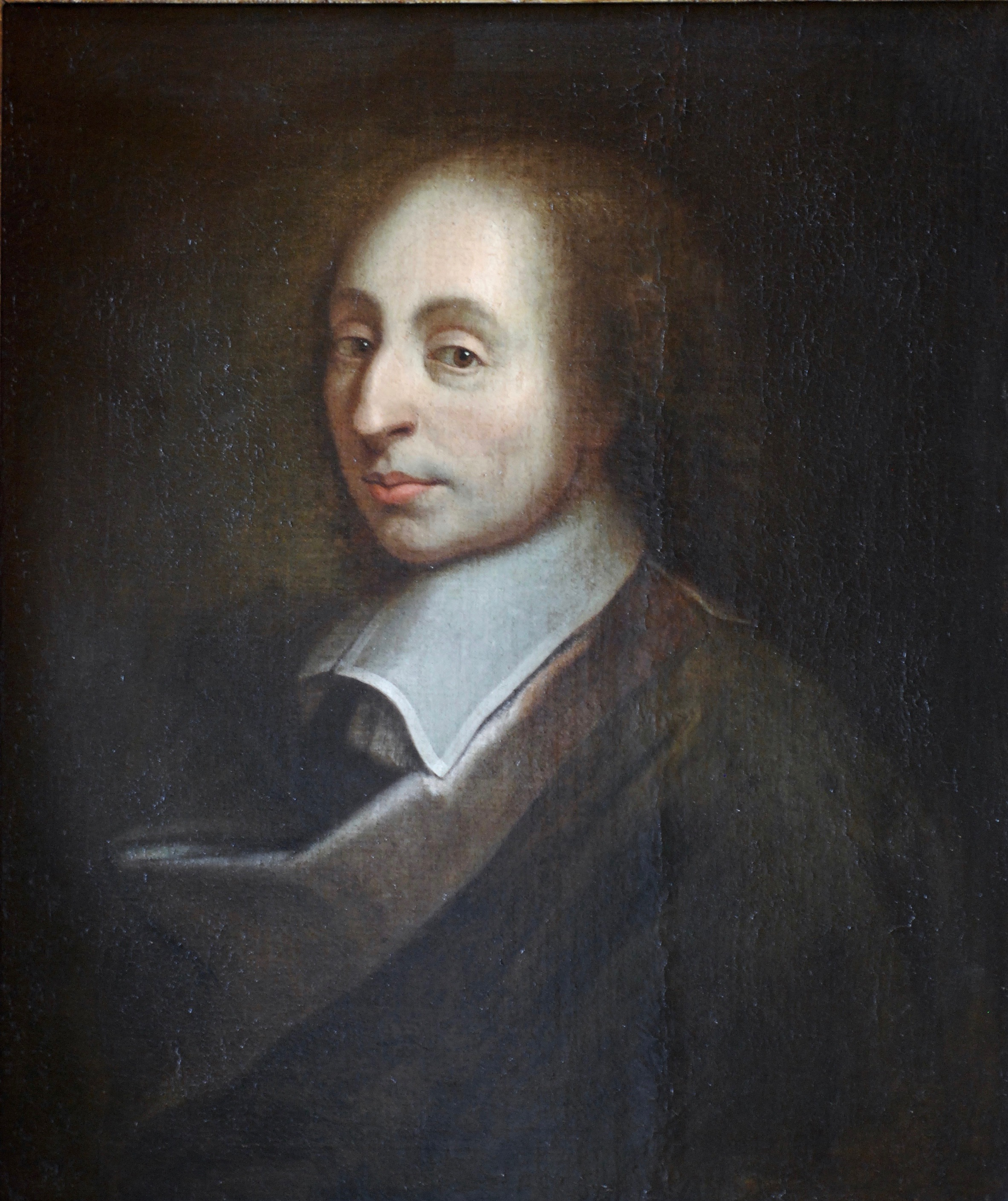
Blaise Pascal, matematician, fizician și filosof francez
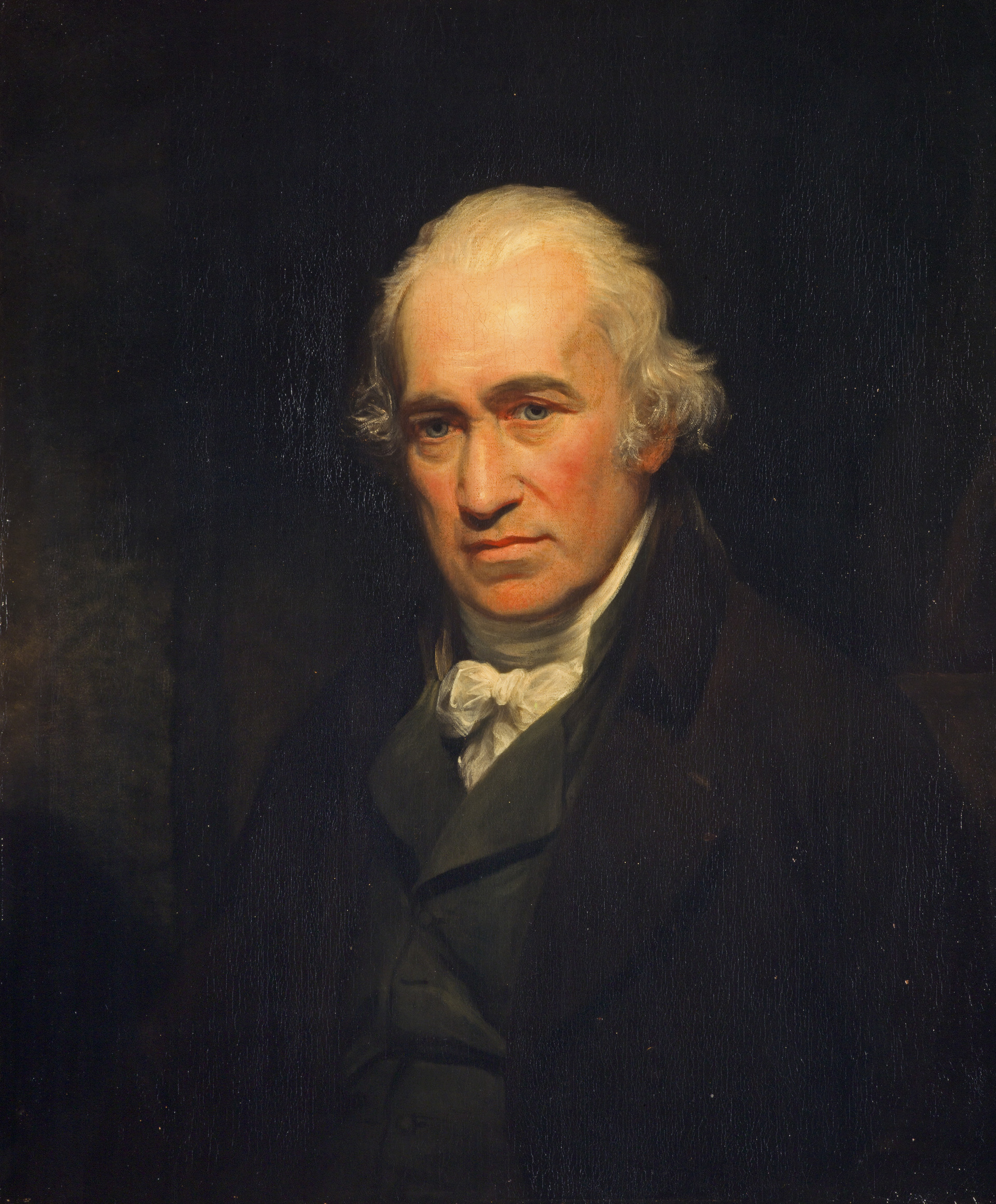
James Watt, inventator englez
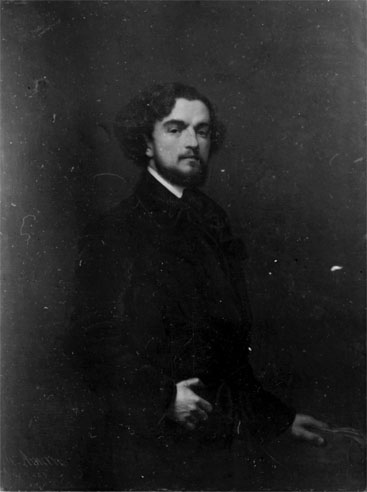
Theodor Aman, pictor român

- 1845: Jean-Jacques Flatters, sculptor francez (n. 1786)
- 1856: Charles Frederic Gerhardt, chimist francez (n. 1816)
- 1869: Damaschin Bojincă, jurist și cărturar român (n. 1802)
- 1891: Theodor Aman, pictor român, membru al Academiei Române (n. 1831)
- 1905: William-Adolphe Bouguereau, pictor francez (n. 1825)
- 1910: Eugène Rouché, matematician francez (n. 1832)
- 1915: Tevfik Fikret, poet turc (n. 1867)
- 1936: Federico Garcia Lorca, poet și dramaturg spaniol (n. 1898)
- 1953: Marcel Schlumberger, inginer francez (n. 1884)
- 1953: Győző Simon Macalik, episcop auxiliar de Alba Iulia, deținut politic (n. 1890)
- 1961: N.I. Herescu, latinist, poet, prozator, eseist, traducător român (n. 1903)
- 1967: Hugo Gernsback, editor american și scriitor  (n. 1884)
- 1968: George Gamow, fizician de origine ucraineană (n. 1904)
- 1977: Aurel Moga, medic cardiolog român (n. 1903)
- 1977: Groucho Marx, comediant american (n. 1890)
- 1983: Octav Onicescu, matematician român (n. 1892)
- 1985: Nicolae Țurcanu, scriitor moldovean și fost deținut politic (n. 1918)
- 1994: Linus Carl Pauling, chimist american, laureat Nobel (n. 1901)
- 1995: Nicolae Otto Kruch, sculptor și desenator român (n. 1932)
- 1999: Mircea Sântimbreanu, scriitor, publicist, scenarist și producător român de film (n. 1926)
- 2008: Levy Mwanawasa, președinte de stat zambian (n. 1948)
- 2014: Dinu Patriciu, politician, om de afaceri român (n. 1950)
- 2016: Adrian Enescu, muzician și compozitor român (n. 1948)
- 2017: Mircea Țuglea, poet, prozator și publicist român (n. 1974)
- 2020: Gheorghe Dogărescu, handbalist român (n. 1960)

## Sărbători
- Afganistan: Ziua Independenței (1919)
- SUA: Ziua Națională a Aviației.